# The Scenic Route
Pour plus de détails, voir Fiche technique et Distribution.
The Scenic Route est un film dramatique américain réalisé par Mark Rappaport et sorti en 1978.

## Synopsis
Estelle vit à New York et se remet d'une mauvaise relation. Elle rencontre Paul et commence à sortir avec lui, avant qu'il ne cesse de l'appeler un jour. Peu de temps après, Lena, la sœur d'Estelle, vient s'installer chez elle. Lena ramène Paul à la maison, ce qui conduit à un triangle amoureux déroutant.

## Fiche technique
- Titre original anglais et français : The Scenic Route[1]
- Réalisation : Mark Rappaport
- Scénario : Mark Rappaport
- Photographie : Fred Murphy
- Montage : Mark Rappaport
- Décors : Lilly Kilvert
- Production : Mark Rappaport, Elaine Sperber
- Société de production : New Line Cinema
- Pays de production :  États-Unis
- Langue originale : anglais américain
- Format : couleurs - Son mono - 35 mm
- Genre : Drame
- Durée : 76 minutes
- Dates de sortie : 
  - États-Unis : 15 avril 1978 (Festival du film de New York) : septembre 1979 (sortie nationale)
  - France : 29 mai 1978 (Festival de Cannes 1978)

## Distribution
- Randy Danson : Estelle
- Marilyn Jones : Lena
- Kevin Wade (en) : Paul
- Grant Stewart
- Arthur Ginsberg
- Milton Ginsberg
- Eric Mitchell
- Marion Greenstone
- Claudia Weill
- Bill Karnovsky
- Judith Sobol
- Margot Breier
- Joe Keller